# Associació Cultural TRAM
L'Associació Cultural TRAM és una associació creada en 1990 i formada per músics i persones interessades en la promoció de la música i la cultura popular catalana. Entre les seves activitats més destacades cal destacar l'organització, des de l'any 1987, del Festival Tradicionàrius, la mostra més important de la música d'arrel tradicional dels Països Catalans. Així mateix, l'associació creà el segell discogràfic TRAM.
L'any 1993 l'associació participà en la creació del Centre Artesà Tradicionàrius (C.A.T.), un espai cultural públic de l'Ajuntament de Barcelona i gestionat per la mateixa Associació TRAM, en la qual programa de forma regular concerts, balls i sessions d'improvisació i intercanvi entre solistes i grups. Així mateix també es programen tallers d'aprenentatge d'instruments musicals i de dansa. L'any 1996 l'Associació Cultural TRAM fou guardonada amb el Premi Nacional de Cultura Popular concedit per la Generalitat de Catalunya. El 1999 va rebre la Medalla d'Honor de Barcelona